# Saison 27 de New York, unité spéciale
 (mai 2025).
Chronologie
Saison 26
Cet article présente la vingt-septième saison de New York, unité spéciale, ou La Loi et l'Ordre : Crimes sexuels au Québec, (Law and Order: Special Victims Unit) qui est une série télévisée américaine.

## Distribution

### Acteurs principaux
- Mariska Hargitay (VF : Dominique Dumont) : capitaine Olivia Benson
- Kelli Giddish : sergent Amanda Rollins
- Ice-T (VF : Jean-Paul Pitolin) : sergent Odafin Tutuola
- Peter Scanavino (VF : Jérôme Pauwels) : substitut du procureur Dominick « Sonny » Carisi Jr.
- Kevin Kane : inspecteur Terry Bruno
- Aime Donna Kelly : Capitaine Renee Curry

### Invités spéciaux
- Octavio Pisano : inspecteur Joe Velasco (épisode 1) [1]
- Christopher Meloni : inspecteur Elliot Stabler
- Dann Florek : Don Cragen
- B.D. Wong : Dr George Huang
- Dean Winters : Brian Cassidy

## Production
Début mai 2025, la chaîne NBC renouvelle la série pour une vingt-septième saison et, en outre, modifie à la fois la supervision et le casting principal. En effet, en premier lieu, le showrunner David Graziano laisse sa place à la scénariste et co-productrice Michele Fazekas soit une femme à la tête du feuilleton, une première depuis sa création en 1999. 
De plus, le casting principal connaît un changement radical. Engagée au début de la saison précédente, l'actrice Juliana Aidén Martinez et, présent depuis la saison 23, l'acteur Octavio Pisano, interprétant respectivement les inspecteurs Kate Silva et Joe Velasco, ont quitté la série pour laisser place au retour permanent du sergent Amanda Rollins, jouée par Kelli Giddish. Personnage phare entre la saison 13 et le milieu de la saison 24, l'actrice se fit de plus en plus rare dans la continuité du feuilleton : elle fut présente lors de l'épisode 22 de la saison 24, puis dans l'épisode 1 et 11 de  la saison 25 et, enfin, les épisodes 3, 8, 9, 17 et 20 de la saison précédente. Depuis son départ, son personnage est devenu enseignante en criminologie, puis mère d'un troisième enfant avec son ancien coéquipier et substitut du procureur Dominick Carisi, Jr. et, pour finir, sergent d'une unité spécialisée dans le renseignement criminel dans l'épisode 3 de la saison 26. 
Quelques années plus tôt, co-productrice de la série et actrice principale, Mariska Hargitay regretta la décision de la production de supprimer le personnage d'Amanda Rollins et, sans doute, joua récemment un rôle fort pour le faire revenir à ses côtés au cœur du feuilleton.
Le 18 juillet 2025, il a été annoncé qu'Aimé Donna Kelly, après avoir récidivé pendant quatre des cinq dernières saisons, serait promue au poste de membre principal de la distribution cette saison.
Les tournages des premiers épisodes débutent fin juillet 2025 et des photos circulent où nous pouvons voir le capitaine Olivia Benson en compagnie de deux anciens personnages de la série, toujours incarnés par respectivement Christopher Meloni et Dann Florek, soit le détective Elliot Stabler, toujours au sein de l'unité luttant contre le crime organisé ainsi que son ancien supérieur Don Cragen, à la retraite depuis l'épisode 11 de la saison 15. En outre, d'autres acteurs qui ont marqué la série referont des apparitions au courant de la saison tel que le docteur George Huang, joué par B.D. Wong, qui s'opposa fermement à Benson  dans l'épisode 9 de la saison 17 à propos de la défense d'un pédophile avant qu'ils ne rompent les liens ainsi que son ex et ancien collègue Brian Cassidy, interprété par Dean Winters, dont la dernière présence date de 2019, soit l'épisode 16 de la saison 20.

## Liste des épisodes

### Épisode 1:In the Wind
- États-Unis /  Canada : 25 septembre 2025 sur NBC / Citytv